# Companhia de Agricultura, Imigração e Colonização
Companhia de Agricultura, Imigração e Colonização (CAIC), foi fundada no dia 16 de Julho de 1928, como Companhia Geral de Imigração e Colonização do Brasil (CGICB), através de uma iniciativa dos acionistas da Companhia Paulista de Estradas de Ferro, com o objetivo de fornecer braços À agricultura, e criar meios para colonizar o país, abrindo espaços para o avanço dos trilhos da estrada de ferro. Com sua sede em São Paulo, a companhia inicialmente tinha o objetivo de se expandir para outros estados, e como seu objetivo era a colonização, foi responsável por trazer imigrantes para trabalhar na lavoura cafeeira.
Com a crise de 1929, a economia cafeeira foi atingida, passando a CGICB assumir a tarefa de lotear grandes latifúndios de café, principalmente na região de Ribeirão Preto. Os núcleos originais de fazendas deram origem a diversos municípios do Interior de São Paulo.
Em outubro de 1934, a empresa muda seu nome para Companhia de Agricultura, Imigração e Colonização (CAIC), mais adaptado para sua nova atuação, que é voltada ao loteamento de pequenas propriedades, voltadas à polícultura de mão de obra famíliar e imigrante. No ano de 1958, a companhia muda mais uma vez de nome, passando a se chamar Companhia Agrícola Imobiliária e Colonizadora, mantendo a mesma sigla e a partir deste momento, passa a comprar e vender imóveis rurais.
Foi vinculada à Secretaria da Agricultura, no ano de 1961, e passa assumir a execução do Programa de Revisão Agrária. Na década de 1970, passa a se destacar na mecanização agrícola, e passa a prestar serviços remunerados aos agricultores de desmatamento e demais profissionais relacionados. Nos anos 70, a CIAC passa a se dedicar também ao reflorestamento do estado.
Em 1986, o Governo do Estado de São Paulo, incorporou a CAIC à Secretaria Executiva de Assuntos Fundiários (SEAF), criada para cuidar da implantação do Plano Regional de Reforma Agrária. E passa atuar como braço operacional da reforma agrária no Estado de São Paulo. Começando o trabalho nos projetos de assentamento rural do Estado. Nessa época desmatamentos foram proíbidos e surgiram os programas de microbacias. No ano de 1987, a CAIC desaparece, dando lugar à CODASP (Companhia de Desenvolvimento Agrícola de São Paulo) passando a regular os preços de mercado e referencia em padrão de qualidade dos serviços de motomecanização.
Um exemplo de municípo fundado por influência da CAIC, foi o município de Adamantina, que em 1939 a companhia na época dirigida por Edmundo Navarro de Andrade e pelo Dr. Heitor Freire de Carvalho, iniciaram a derrubada das matas, graças à empreitada de Antônio Schimidt Villela. O planejamento da cidade, coube ao Engenheiro Arno Kiefer. Ihity Endo, foi um dos propulsores da colonização da gleba, trazendo para a região conhecida como Novo Eldorado grande número de imigrantes.